# کسلتورپ
کسلتورپ (به انگلیسی: Castlethorpe) یک روستا و محله مدنی در بریتانیا است که در میلتون کینز واقع شده‌است. کسلتورپ ۱٬۰۴۷ نفر جمعیت دارد.